# Hermann Franke (Mediziner)

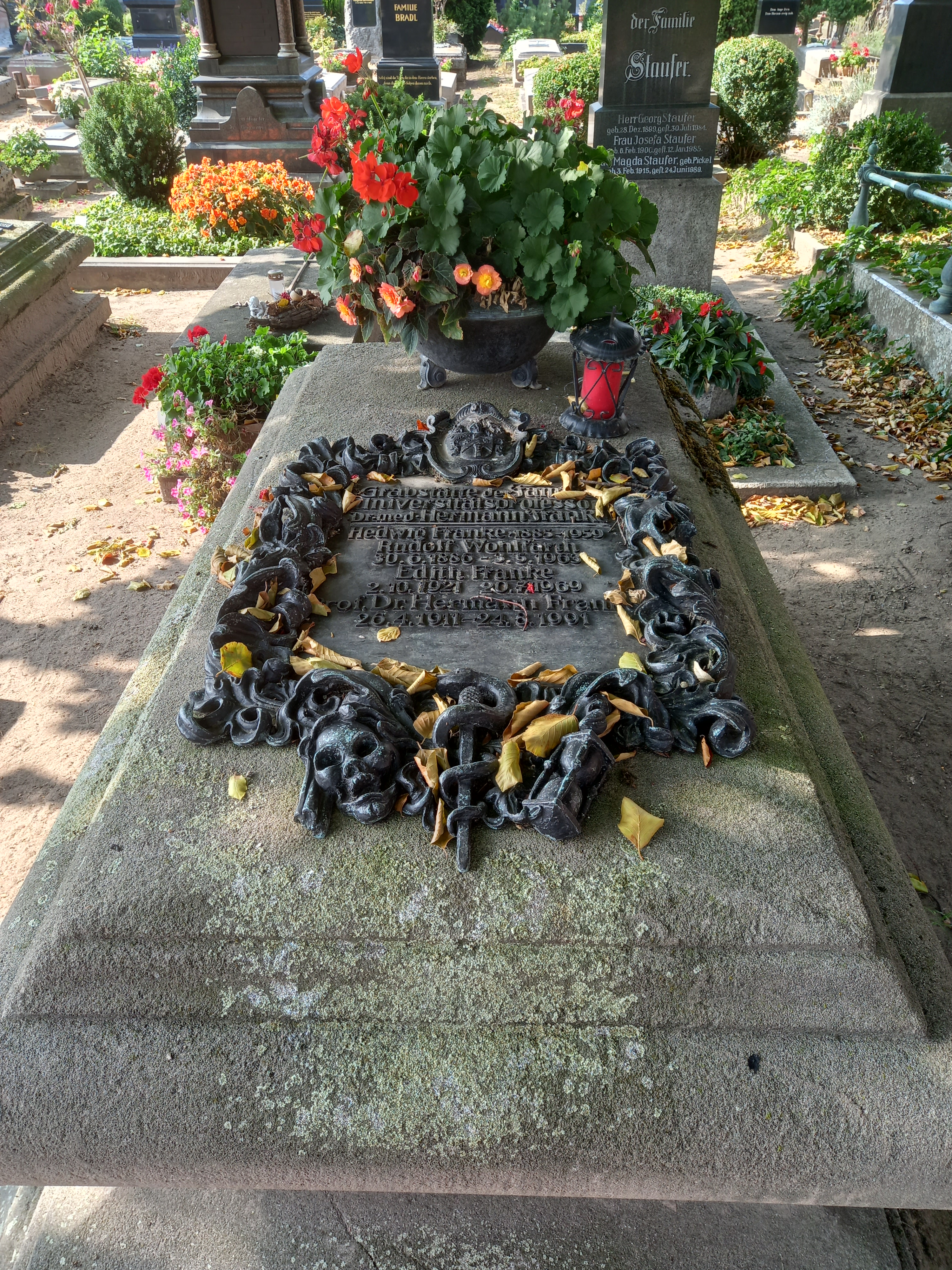
Das Grab von Hermann Franke und seiner Ehefrau Edith geborene Wohlfarth auf dem Johannisfriedhof (Nürnberg)

Hermann Franke (* 26. April 1911 in Bunzlau; † 24. August 1991 in Nürnberg) war ein deutscher Chirurg.

## Leben
Franke studierte an der Ludwig-Maximilians-Universität München Medizin und wurde 1930 im Corps Makaria München aktiv. Er wurde 1936 approbiert. Er war Schüler von Ernst Derra an der Medizinischen Akademie Düsseldorf. Bei ihm habilitierte er sich 1949. 1958 war er Vorstand der Chirurgischen Klinik der Städtischen Krankenanstalten Nürnberg. 1962 wurde er außerplanmäßiger Professor an der Freien Universität Berlin und Chefarzt der Chirurgie vom DRK-Krankenhaus Westend. Von 1969 bis 1976 war er Inhaber des neuen Lehrstuhls im Universitätsklinikum Benjamin Franklin in Steglitz.